# Faoug
Faoug (en alemán Pfauen) es una comuna suiza del cantón de Vaud, situada en el distrito de Broye-Vully, a orillas del lago de Morat. Limita al norte con las comunas de Vully-les-Lacs y Haut-Vully (FR), al este con Greng (FR) y Courgevaux (FR), al sur con Clavaleyres (BE), Villarepos (FR) y Avenches, y al oeste de nuevo con Avenches.
La comuna hizo parte hasta el 31 de diciembre de 2007 del distrito de Avenches, círculo de Avenches.

## Personajes
- Daniel-Henri Druey, consejero federal.

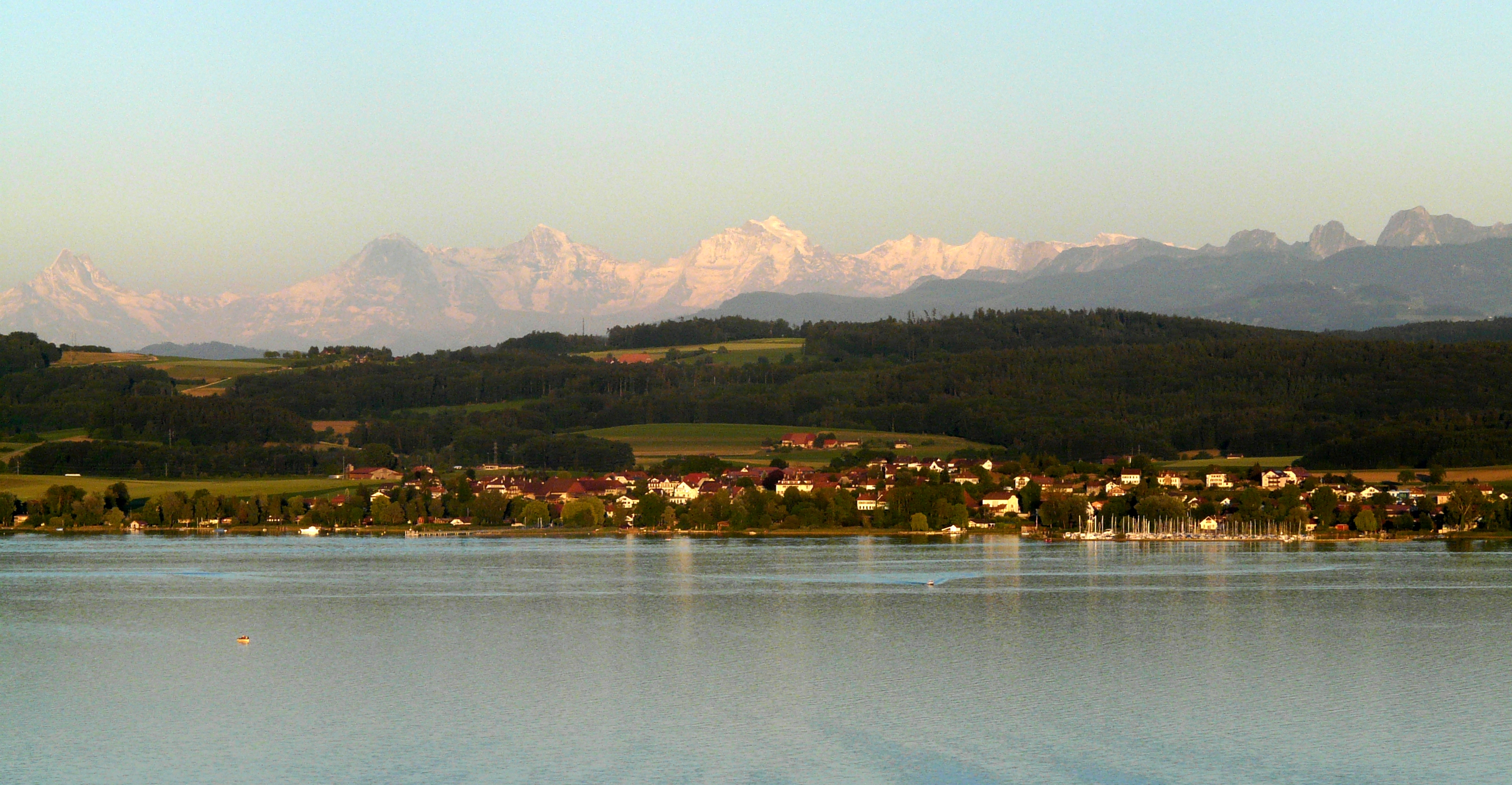
Vista de Faoug desde el lago.